# باول كيمب (ممثل مسرحي)
باول كيمب (بالألمانية: Paul Kemp)‏ (و. 1899 – 1953 م) هو ممثل مسرحي، وممثل أفلام ألماني، توفي في ألمانيا الغربية، عن عمر يناهز 54 عاماً.

## وصلات خارجية
- باول كيمب على موقع IMDb (الإنجليزية)
- باول كيمب على موقع مونزينجر (الألمانية)
- باول كيمب على موقع ألو سيني (الفرنسية)
- باول كيمب على موقع ميوزك برينز (الإنجليزية)
- باول كيمب على موقع أول موفي (الإنجليزية)
- باول كيمب على موقع قاعدة بيانات الأفلام السويدية (السويدية)
- باول كيمب على موقع ديسكوغز (الإنجليزية)
- باول كيمب على موقع قاعدة بيانات الفيلم (الإنجليزية)
- باول كيمب على موقع كينوبويسك (الروسية)